# Några steg mot tystnaden
Några steg mot tystnaden är en roman av Eyvind Johnson utgiven 1973. Det blev författarens sista fullbordade och utgivna roman.
Några steg mot tystnaden skildrar en släkts historia från 1400-talet till 1900-talet. Handlingen rör sig mellan samtiden och det förflutna och väver samman tre berättelser. Huvudperson är Robert Guenole, en svensk advokat bosatt i Paris som ägnar sig åt att forska i sin släkts förflutna och framför allt sysselsätter sig med att utforska två av sina förfäder: André-Saturnin Colinet-Guenole, advokat i Napoleons Frankrike och Jean-Louis Colinet, soldat i den burgundiska hertigen Karl den djärves armé på 1400-talet. Den tredje berättelsen skildrar Robert Guenoles brorson Thomas Guenole och hans hustru Nina som är på smekmånad i den schweiziska staden Pontoro år 1946 där de konfronteras med olika smärtsamma händelser och minnen från det förflutna.

## Handling och berättarstil
Några steg mot tystnaden är en av Eyvind Johnsons mest komplicerade romanbyggen. Det är en flerstämmig roman, fördelad i skikt som griper in i eller återverkar på varandra. Den är upplagd som en sinnrikt förgrenad familjekrönika som sträcker sig ända tillbaka till 1400-talet. Kompositionsformen varierar därmed Eyvind Johnsons grundidé om att det förflutnas erfarenheter ingår i varje nutid. Ytterst finns Andreas M. Fermier, Antecknaren som i bokens början år 1970 sitter med hög av anteckningar framför sig. De härrör från hans avlägsne släkting Robert Guenole som har bett honom ordna dessa anteckningar till en sammanhängande framställning. Robert är, genom sina anteckningar, huvudberättaren. En del av hans berättelser återges i andra hand av hans brorson Thomas, vilken med sin hustru utgör en spegling av Roberts äktenskap och kärleksförhållanden.
Berättelsen om Thomas och Nina Guenole börjar med deras ankomst till Pontoro våren 1946. Allt har ordnats för dem av Thomas onkel Robert. De är lyckliga, men det unga parets känslor förjagas hastigt när den bistra omvärlden och latenta sidor hos Nina gör sig påminda. När de besöker en fotograf i staden visar han dem bilder av överlevande från nazistiska koncentrationsläger vid ankomsten till Pontoro föregående år, vilket gör både Thomas och Nina djupt berörda. De påminns också på andra sätt om att deras egen lycka avtecknar sig mot en bakgrund av lidande. Dels genom en samling porträttmålningar på hotellet och dels genom ett besök på ett av de lokala turistattraktionerna, ett benhus där tidigare människors kranier och benknotor är samlade. Nina blir attraherad av Peidar Urais, ägare till en ramverkstad i staden. Hon påminns om en händelse i sitt förflutna och de nygifta blir allt mer främmande för varandra. Peidar Urais ser i Nina en påminnelse om och en efterträdare till hans hustru Elisabetta som en gång lämnat honom för Robert Guenole och nu tycks vara försvunnen för alltid.
Robert Guenole är en man som upplevt sorger och besvikelser i livet. Hans första idylliska äktenskap slutade med hustruns plötsliga död 1925, vilket tycks ha gjort honom till en hårdare och mer desillusionerad människa. Han ingick ett andra äktenskap med den schweiziska sångerskan Lucile, men var ständigt otrogen och fann senare sin andra stora kärlek i Elisabetta. 1946 är Robert Guenole plågad av sorg över Elisabettas försvinnande och skuldkänslor inför äktenskapet med Lucile. Han finner tröst i att fly in i det förflutna och sin släktforskning. En del av hans efterforskningar gäller hans förfader André-Saturnin Colinet-Guenole och dennes inblandning i en mordrättegång 1805. En annan gäller slaget vid Nancy 1477, där hans förfader Jean-Louis Colinet finns bland Karl den djärves soldater.
Berättelsen om André-Saturnin Colinet-Guenole börjar med Napoleons fängslande av hertigen av Enghien och mordet på denne 1804. Mordet orsakar stor upprördhet och protester. Ungefär samtidigt hittas några skelett i byn Village-des-Lanciers. Den av myndigheterna tillsatta undersökningskommissionen inser att genom att behandla skeletten som offer för ett massmord så kommer fallet att dra uppmärksamheten från Napoleons mord. Invånarna i byn är snabba att peka ut tänkbara mördare, för det finns en familj, Cotins, som är avskydd av de övriga i byn. Genom skvaller, antydningar och gissningar lyckas byborna snart övertyga varandra om familjen Cotins skuld. En av byborna, som känner avsmak för det hela, skriver till advokaten André-Saturnin och ber om hjälp. Vid rättegången gör André-Saturnin upprepade försök att visa hur arrangerat bevismaterialet är, men han tystas av rätten. Cotins avrättas och André-Saturnin avskedas från sitt ämbete.
Berättelsen om Jean-Louis Colinet utspelar sig vid tiden för slaget vid Nancy. Natten före slaget sitter Colinet med sina vapenbröder i en kall och dragig koja runt en eld: alla vet att de kommer att lida nederlag i det kommande slaget. Colinet underhåller dem med ”en berättelse till tröst och förhoppning”. Han berättar sagan om filosofen Jean Buridan och en förnäm parisisk dam som har för vana att locka unga män till sitt torn, leka med dem några dagar och sedan kasta dem i Seine. Buridan beslutar sig för att avslöja hennes aktiviteter. Han ser till att bli inbjuden till tornet, njuter av hennes gästfrihet och favörer, och när han slungas i floden har han en båt fylld med hö som ligger beredd att ta emot honom.
Romanen knyter på ett sinnrikt sätt samman dessa olika berättelser genom huvudpersonen Robert Guenole. Den framstår som ett indirekt självporträtt av honom. De händelser Robert beskriver beskriver honom själv: hans avsky inför tyranni och orättvisa i rättegången mot Cotin; historieberättandet som tröst i fallet med slaget vid Nancy. De människor han skildrar speglar honom själv. Händelserna i Pontoro 1946 är också en spegling av Roberts liv. Hans kärleksaffär med Elisabetta kan förstås genom förhållandet mellan Thomas och Nina. Thomas beundrar Robert och ägnar mycket tid till att citera honom och Nina liknar och uppträder som den nyckfulla Elisabetta. I Pedar Urais ser Robert en påminnelse om den besvikelse och bitterhet som kan följa i kärlekens spår.

## Teman
Romanens undertitel är ”en roman om fångna”, vilket pekar på ett centralt tema i boken. De flesta personerna i Några steg mot tystnaden är fångna på något sätt utan att direkt vara fångar. Undantaget är offren från de nazistiska lägren som kommer till Pontoro. Därutöver finns i avsnitten från 1804–1805 med den tillfångatagne hertigen av Enghien och de personer i Village-des-Lanciers, som blivit anklagade för mord. Gemensamt för dessa verkliga fångar är att de har berövats sin frihet av politiska skäl. Robert Guenoles intresse gäller inte bara den egna släktens öden, utan är i lika hög grad inriktad på dessa fångar.

Romanens titel är hämtad från ett yttrande av André-Saturnin under rättegången: 
| ” | Det som säges eller händer på en ort i vårt fädernesland kanske kan dämpa genljudet av vad som säges eller sker eller för ej så långt tillbaka har skett på någon annan ort, – och jag upprepar: kanhända föres på detta sätt det genljudet mot snabbare glömska – ja, herr domare, jag vågar säga några steg mot den tystnad som väntar oss alla till slut? | „ |

 Det uttalandet pekar på ett viktigt syfte med romanen: att motverka sanningens fall ned i glömska. Eyvind Johnson var övertygad om att diktaren genom sin rekonstruktion av det förflutna kunde bidra till att lyfta fram sanningen, i detta fall att oskyldiga människor dömdes till döden för att en självhärskares makt skulle stärkas. En annan aspekt som upprörde författaren i den historiska händelsen var det omfattande skvaller som fick domen att framstå som riktig. Johnsons avsky mot skvaller var djupt rotad sedan barndomen: skvaller var honom en manifestation av ondskan.

## Ett självporträtt av författaren?

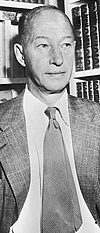

Allt ifrån sin debut hade Eyvind Johnson hållit fast vid grundtanken att en diktares viktigaste stoff finns att hämta i hans eget liv. Några steg mot tystnaden är i förtäckta drag en slags sammanfattande återblick på Johnsons liv och författarskap. Bland de tidiga utkasten till romanen fanns ett alternativt titelförslag: ”Det är jag, Robert G!”. När Robert flyr livet och börjar syssla med det förflutna är det inte bara historiska händelser han undersöker utan han gör också återblickar på sitt liv. Händelser som har inslag hämtade ur Eyvind Johnsons eget liv. Eyvind Johnson var liksom Robert gift två gånger, i båda fallen med kvinnor av annan nationalitet än hans. Den första hustrun dog efter förhållandevis kort äktenskap, vilket drabbade honom djupt. Robert har också samvetsförebråelser för en otrohetsaffär, vilket hade en motsvarighet i Johnsons liv. Robert är en gammal man som vet att hans återstående år inte kan bli många, och ägnar sig liksom Johnson i sina privata anteckningar åt tankar och funderingar om döden. Vidare återgår Thomas och Ninas bröllopsresa på minnen från Johnsons lyckliga vistelse med sin familj i Schweiz 1947-49. Det har även påpekats att André-Saturnin och Jean-Louis Colinet representerar två sidor hos författaren. André-Saturnin är människorättskämpen, historieforskaren och krönikören som samlar dokument för att föra berättelser om orättfärdigheter vidare. Colinet, som genom utpekandet av platser och upplevelser som är gemensamma med författaren, representerar den unge Johnson som i sin ungdom bodde i Paris och Saint-Leu-la-Forêt.
I sin studie Eyvind Johnson och smärtans estetik har Thure Stenström påpekat ett centralt drag i Eyvind Johnsons författarskap som också präglar Några steg mot tystnaden: att han konsekvent undviker att skriva om sin egen smärta, men behandlar smärtsamma minnen och upplevelser indirekt genom att med stor inlevelse ägna sig åt andras lidande.

## Mottagande
Några steg mot tystnaden utkom den 23 november 1973 och sågs genomgående som en stor litterär händelse. Bland dem som lovordade romanen fanns bland andra Erik Hjalmar Linder som i Göteborgs-Posten talade om den som en av Eyvind Johnsons ”största, rikast sammansatta romaner” och Carl Axel Westholm i Upsala Nya Tidning som ansåg att den var ett vittnesmål om ”författarens obrutna förmåga att ge sammanhang, lyskraft och djupverkan åt ett ytterst mångförgrenat romanstoff”. I januari 1974 tilldelades Eyvind Johnson Litteraturfrämjandets stora romanpris för romanen. Motiveringen lydde ”För hans roman Några steg mot tystnaden som med utomordentlig kraft och insikt berättar om människan i nuet och i det förgångna, om fångenskap, kärlek och dödens närhet”. På hösten samma år tilldelades Eyvind Johnson Nobelpriset i litteratur.

## Utgåvor och översättningar
- Några steg mot tystnaden, Bonniers 1973 ISBN 91-0-038503-4
- Några steg mot tystnaden, Bonniers 1992 ISBN 91-0-055405-7

Romanen är översatt till danska (Nogle skridt mod stilheden: en roman om fangne, 1974), finska (Kohti hiljaisuutta: romaani vangituista, 1975) och tyska (Reise ins Schweigen: ein Roman über Gefangene, 1975)